# دانيال شومان
دانيال شومان (بالألمانية: Daniel Schumann)‏ (13 فبراير 1977 بفايمار في ألمانيا - ) هو لاعب كرة قدم ألماني في مركز الدفاع. شارك مع منتخب ألمانيا تحت 21 سنة لكرة القدم. أما مع النوادي، فقد لعب مع إف إس في فرانكفورت وباير 04 ليفركوزن وكيكرز أوفنباخ ونادي فرايبورغ وBayer 04 Leverkusen II ‏.

## وصلات خارجية
- دانيال شومان على موقع قاعدة بيانات كرة القدم.إي يو (الإنجليزية)
- دانيال شومان على موقع بيانات كرة القدم. دي إي (الألمانية)
- دانيال شومان على موقع عالم كرة القدم.نت (الإنجليزية)